# Zaona biseriatum
Zaona biseriatum är en spindeldjursart som först beskrevs av Banks 1895.  Zaona biseriatum ingår i släktet Zaona och familjen blindklokrypare. Inga underarter finns listade i Catalogue of Life.